# أرمورد كور: فورمولا فرونت
أرمورد كور فورمولا فرونت هي لعبة فيديو من نوع المدرعات، تم تطويرها بواسطة FromSoftware ونشرتها Agetec ، وتعمل لنظام بلاي ستيشن بورتبل الحصري.

## روابط خارجية
- الموقع الرسمي
 باللغة اليابانية
- Armored Core: Formula Front at MobyGames